# Berlins representanthus
Ej att förväxla med Tysklands federala parlament, Förbundsdagen.
Berlins representanthus (även benämnt deputeradekammare, tyska: Abgeordnetenhaus von Berlin) är det tyska förbundslandet Berlins parlament och lagstiftande församling. Dess mötesplats är sedan 1993 Preussens lantdagshus (Preußischer Landtag) på Niederkirchnerstrasse i centrala Berlin.

## Historia
Representanthuset grundades 1951 som Västberlins lagstiftande församling efter val i december 1950. Det ersatte då i Västberlin Berlins stadsförsamling (se Berlins historia) efter att myndigheterna i Östberlin bojkottat de gemensamma valen och tillsatt ett eget magistrat för Östberlin. På grund av ockupationen av Berlin var man under delningen underordnad det Allierade kontrollrådet med begränsade lagstiftningsbefogenheter. Sedan Tysklands återförening är representanthuset lagstiftande församling för hela Berlin.

## Uppgifter
Representanthusets viktigaste funktioner är att stifta lagar för förbundslandet Berlin, inom de ramar som sätts av den federala lagstiftningen, välja Berlins regerande borgmästare och senat, samt att granska och godkänna förbundslandets budget.

## Val till representanthuset

Valkretsindelning för direktmandat i representanthuset vid valet 2016

Val till representanthuset sker vart femte år, med en femprocentig spärr för representation.  Berlin är indelat i enmansvalkretsar varifrån kandidater väljs direkt, och utfyllnadsmandat från partilistor läggs sedan till för att uppnå proportionell representation.  Således kan antalet ledamöter variera mellan mandatperioderna, men är som lägst 130.  

### Valet 2011
Valet i september 2011 ledde till att den sedan 2001 regerande koalitionen mellan socialdemokraterna SPD och vänsterpartiet Die Linke ersattes av en koalition mellan SPD och kristdemokratiska CDU, med SPD som största parti och Klaus Wowereit (SPD) återvald som regerande borgmästare och regeringschef.  Det var även första gången Piratenpartei blev invalt på delstatsnivå i Tyskland, medan det liberala FDP förlorade sin representation. Wowereit avgick 2014 och ersattes då av Michael Müller (SPD) som regerande borgmästare. Till följd av avhopp ändrades partifraktionernas storlek något under mandatperiodens gång; bland annat lämnade flera ledamöter Piratenpartei för Die Linke.

### Valet 2016
I valet 2016 gick båda de regerande partierna SPD och CDU tillbaka. Piratenpartei förlorade sina mandat, samtidigt som det nationalkonservativa Alternative für Deutschland valdes in i representanthuset och FDP åter tog sig över procentspärren. I november avslutades koalitionsförhandlingar som ledde till en ny regerande röd-röd-grön vänstermajoritet bestående av SPD, Die Grünen och Die Linke, med Michael Müller (SPD) kvar på posten som regerande borgmästare.